# Ernst Lindemann
Ernst Lindemann   (Altenkirchen, 28 de març de 1894 - oceà Atlàntic, 27 de maig de 1941), fou un marí alemany, capità de navili especialitzat en artilleria, assignat com a comandant del cuirassat Bismarck en 1939.

## Biografia
Va ingressar a la Marina Imperial l'1 d'abril de 1913, de forma condicional, degut al fet que no complia amb certs requisits físics. Va servir en el creuer pesat Hertha. L'abril del 1914 va passar a l'escola naval de Mürwik i en 1915 obté el grau d'alferes de navili, ocupant els primers llocs de la seua promoció. Va servir especialment en navilis pesats, en estats majors durant la Primera Guerra Mundial. En 1918, va ingressar a l'Escola d'Artilleria naval de Kiel, escollint l'especialitat d'artilleria.
El 1920, formant files en la Kriegsmarine, serveix en el cuirassat pesat Hannover com a part de l'Estat Major amb seient en Berlín. El 1925, és promogut a tinent de navili i és destinat a l'Estat Major de l'Estació Naval del mar Bàltic amb seient en Kiel. Més tard serveix com a director de tir artiller en els cuirassats  DKM Elsass i en el DKM Schleswig Holstein.
Serveix després com instructor de tir en l'Escola d'Artilleria naval de Kiel i és ascendit a capità de corbeta en 1932. Aqueix mateix any, funge
 com a director de tir en el nou cuirassat de butxaca, Admiral Scheer. En 1936, és promogut a capità de fragata, als 42 anys, i serveix en Operacions en l'Estat Major. En 1938, se'l nomena Capità de Navili i serveix com comandant en l'Escola d'Artilleria naval de Kiel.
A causa de la seua especialitat en artilleria naval, els seus extraordinaris dots, lliurament professional i zel en el deure, amb més de 26 anys de brillant full de serveis, és nomenat en 1939 comandant del cuirassat Bismarck i se li encomana el dur al seu navili i tripulació a la posada a punt d'operativitat. Lindemann sentiria gran orgull per ser comandant d'un dels cuirassats més moderns i potents d'Alemanya; de fet, no permetia que se li cridara "la nau" si no davant ell s'havia d'emprar la forma masculina en referir-se al Bismarck com "el buc".

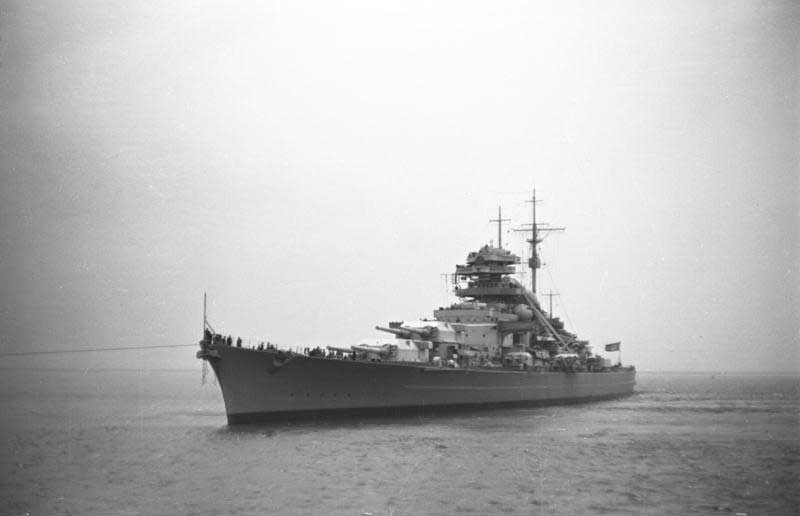
El cuirassat Bismarck en fase de preparatòria (encara no està instal·lat el telèmetre de cofa)

Home de trets molt aguts, relativa baixa alçada, incansable treballador i rigorós de la disciplina, era no obstant això molt apreciat per la seua tripulació donada la seua condició de líder innat sense ser superb.
Sota la seua adreça el cuirassat va ser col·locat en condició de comissió de servei en la Kriegsmarine en 1941, Hitler va assistir a la cerimònia d'allistament el 10 de maig d'eixe any.
Lindemann es va esforçar per dur a límit d'exigència a la seua tripulació, sobretot en les pràctiques de control d'incendis, maniobres de petroli en alta mar, reemplaçament de baixes i a més en tir artiller. Quant al tir artiller amb les grans peces va aconseguir notables progressos en el centrat de tir, gràcies a l'excel·lent adreça de tir del cuirassat, però no en la defensa antiaèria que va quedar en estat deficient per la falta de temps. És més, aquesta deficiència va quedar de manifest en l'atac que rebria de part dels Swordfish del HMS Ark Royal, el 26 de maig.
Quan Hitler va visitar el Bismarck ja llest per a salpar, pròxim a començar l'Exercici Rhin el 10 de maig, Lindemann va conduir al Fuhrer per les dependències d'aquest. Hitler va quedar molt satisfet de la professionalitat de la seua tripulació.
Durant la batalla de l'Estret de Dinamarca, el 24 de maig de 1941, el cuirassat Bismarck va donar fruits de l'excel·lent condició operativa de la seua artilleria principal en centrar i enfonsar a la sisena andanada a l'orgull de la marina britànica, el HMS Hood.
Va suggerir a l'almirall Günther Lütjens acabar amb el malmès HMS Prince of Wales, però davant la negativa d'aquest últim, va sostenir una agra discussió en el pont de comandament distanciant-se de Lutjens.
Després de l'atac dels Swordfish que invalidaren al Bismarck no va poder alçar la moral de la seua tripulació sumint-se ell mateix en un estat d'apatia fins al final del cuirassat.
Va morir al comandament del seu buc el 27 de maig de 1941.

## Premis i honors
- Creu de Ferro 1914 de 1a Classe – 27/9/1919)[2]
- Creu de Ferro 1914 de 2a Classe
- Estrella de Gal·lípoli (Imperi Otomà)[2]
- Creu d'Honor 1914-1918 (6 de desembre de 1934)[2]
- Creu dels 25 anys de Servei a la Wehrmacht[2]
- Medalla dels 12 anys de Servei a la Wehrmacht
- Creu al Mèrit Naval de 3a classe (Espanya) (6 de juny de 1939)[2]
- Creu Naval amb Distintiu Blanc (Espanya) (21 d'agost de 1939)[2]
- Creu Naval amb Distintiu Groc (Espanya) (21 d'agost de 1939)[2]
- Reial Orde de l'Espasa (Suècia) (11 de gener de 1941)[3]
- Creu al Mèrit de Guerra de 2a classe amb Espases (20 de gener de 1941)[3]
- Barra de 1939 a la Creu de Ferro 1914 de 1a i 2a Classe (maig de 1941)[3]
- Creu de Cavaller de la Creu de Ferro (27 de desembre de 1941, a títol pòstum)[4][5][6]
- Mencionat al Wehrmachtbericht: 28 de maig de 1941
- Insígnia de la Flota de Guerra d'Alta Mar (1 d'abril de 1941, a títol pòstum)[3]

### Menció alWehrmachtbericht
| Data                   | Text original en alemany publicat al Wehrmachtbericht | Traducció |
| ---------------------- | --- | --- |
| Dimecres, 28 Maig 1941 | 'Wie schon gestern bekanntgegeben, wurde das Schlachtschiff "Bismarck" nach seinem siegreichen Gefecht bei Island am 26. Mai abends durch den Torpedotreffer eines feindlichen Flugzeuges manövrierunfähig. Getreu dem letzten Funkspruch des Flottenchefs Admiral Lütjens ist das Schlachtschiff mit seinem Kommandanten Kapitän zur See Lindemann und seiner tapferen Besatzung am 27. Mai vormittags der vielfachen feindlichen Übermacht erlegen und mit wehender Flagge gesunken. | Com s'informà ahir, el cuirassat Bismarck, després de la seva victoriosa batalla prop d'Islàndia, el 26 de maig va ser impactat per un torpede d'un avió enemic i quedà immaniobrable. Segons el darrer missatge radiofònic del Comandant de la Flota Admiral Lütjens, el cuirassat va ser derrotat per forces enemigues molt superiors i enfonsat amb les banderes onejant amb el seu comandant Capità Lindemann i la seva valenta tripulació, el 27 de maig abans del vespre. |